# 清水橋 (渋谷区)
清水橋（しみずばし）は、東京都渋谷区本町の和泉川に架かっていた、山手通り（環状六号線）の橋である。

## 概要
1936年（昭和11年）に架橋。長さが4.2メートルなのに対し幅員は22メートルもあり、長さに比べて幅が著しく広い橋であった。
後に川が暗渠化されて橋の役目を終え、残っていた欄干も道路の拡幅に伴い撤去された。現在は「旧・欄干の一部」や「欄干風のモニュメント」が設置されている。
山手通りと方南通りの「清水橋交差点」や、都営地下鉄大江戸線西新宿五丁目駅の副名称として名を残している。

## 名前の由来
付近に清水が湧いていたからこの名前がついたとされる。

## 歴史
- 1936年（昭和11年） - 山手通りの開通に伴い設置。
- 1964年（昭和39年）頃 - 和泉川の暗渠化に伴い、橋としての役目を終える。欄干は撤去されずにそのまま残された。
- 2003年（平成15年） - 山手通りの拡幅に伴い、欄干が撤去される。

## 関連施設
東京都交通局（都営地下鉄）
-  大江戸線
  - 西新宿五丁目駅

- 警視庁代々木警察署清水橋交番 - 交差点の南東角に所在

## ギャラリー

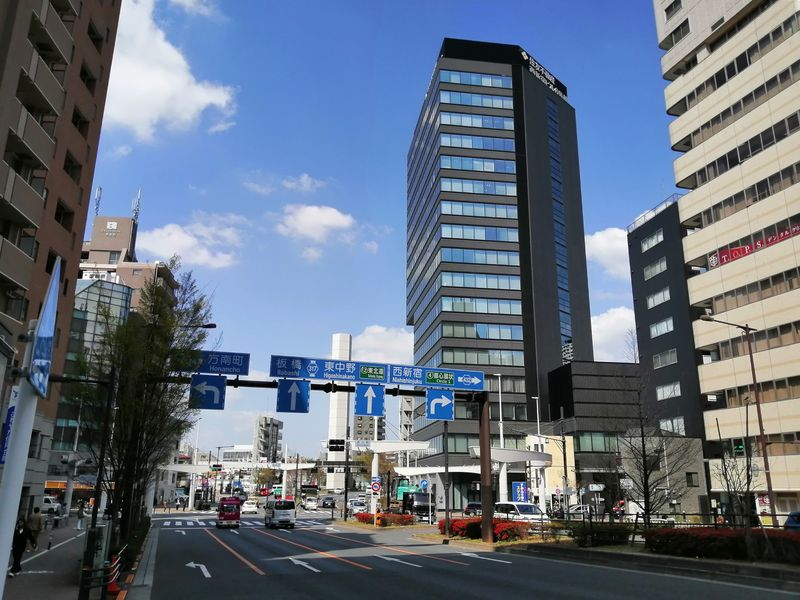
清水橋交差点を南側から見る。
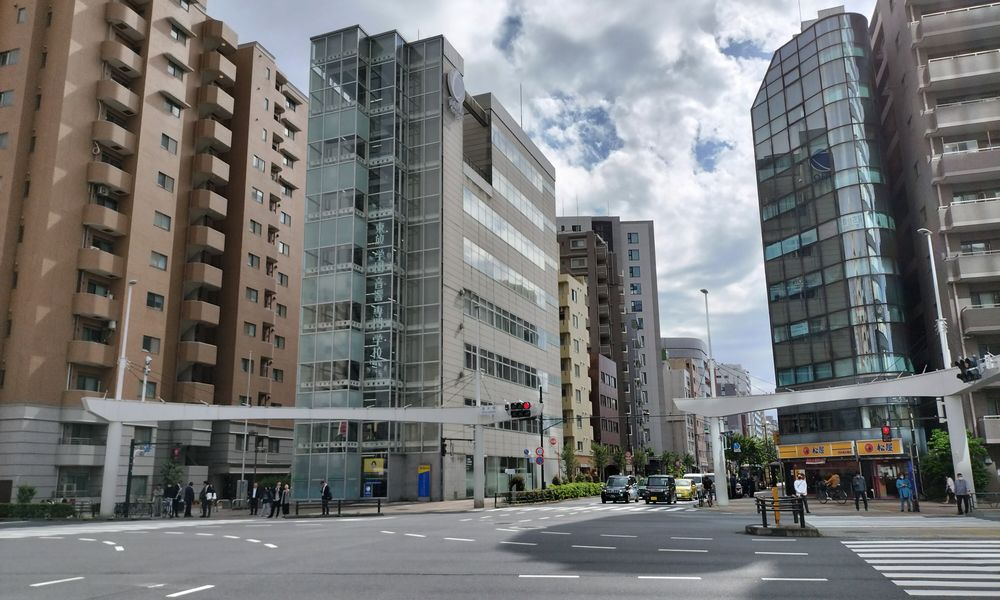
交差点を北東角から見る。
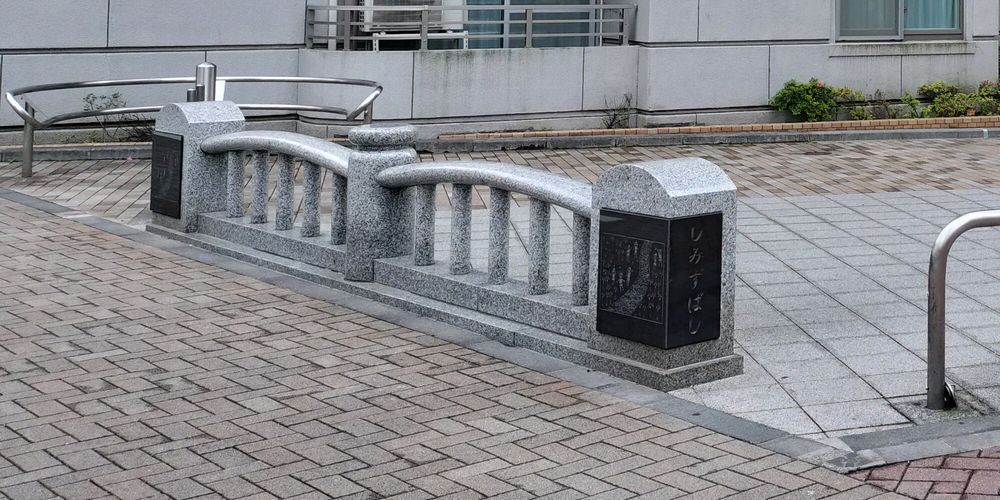
欄干のモニュメント。交差点の南西角付近にある。
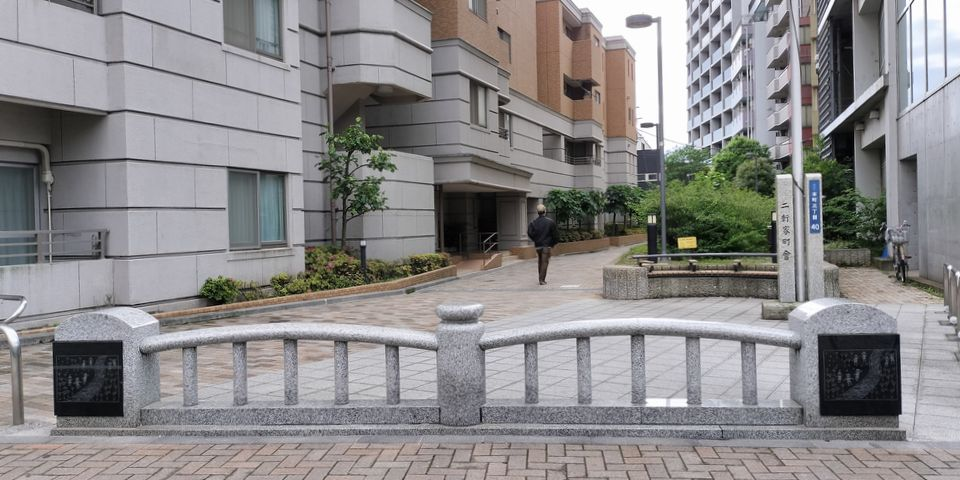
欄干のモニュメント。後方は川の跡を利用した遊歩道。
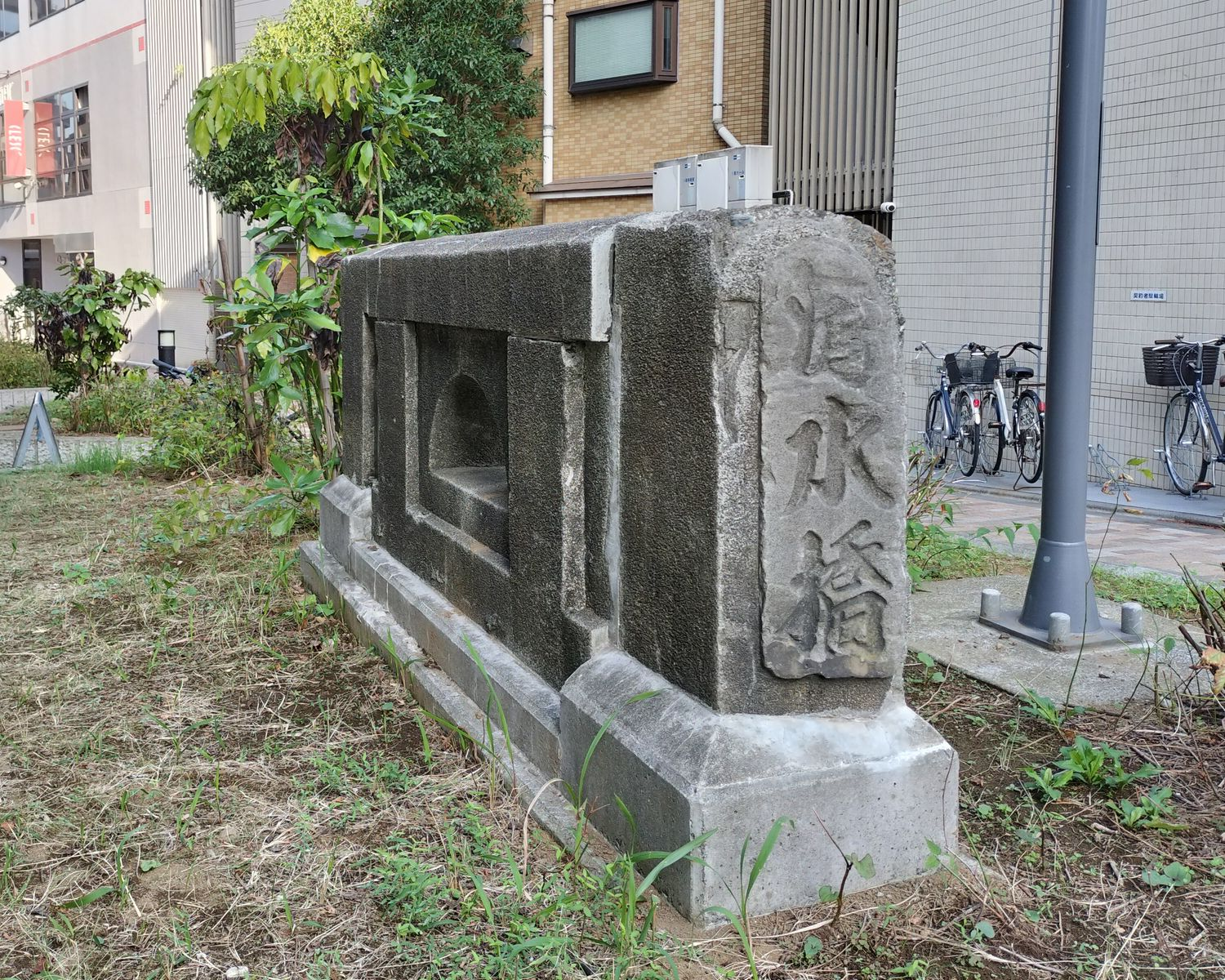
旧清水橋の欄干。交差点の南東角付近に保存されている。
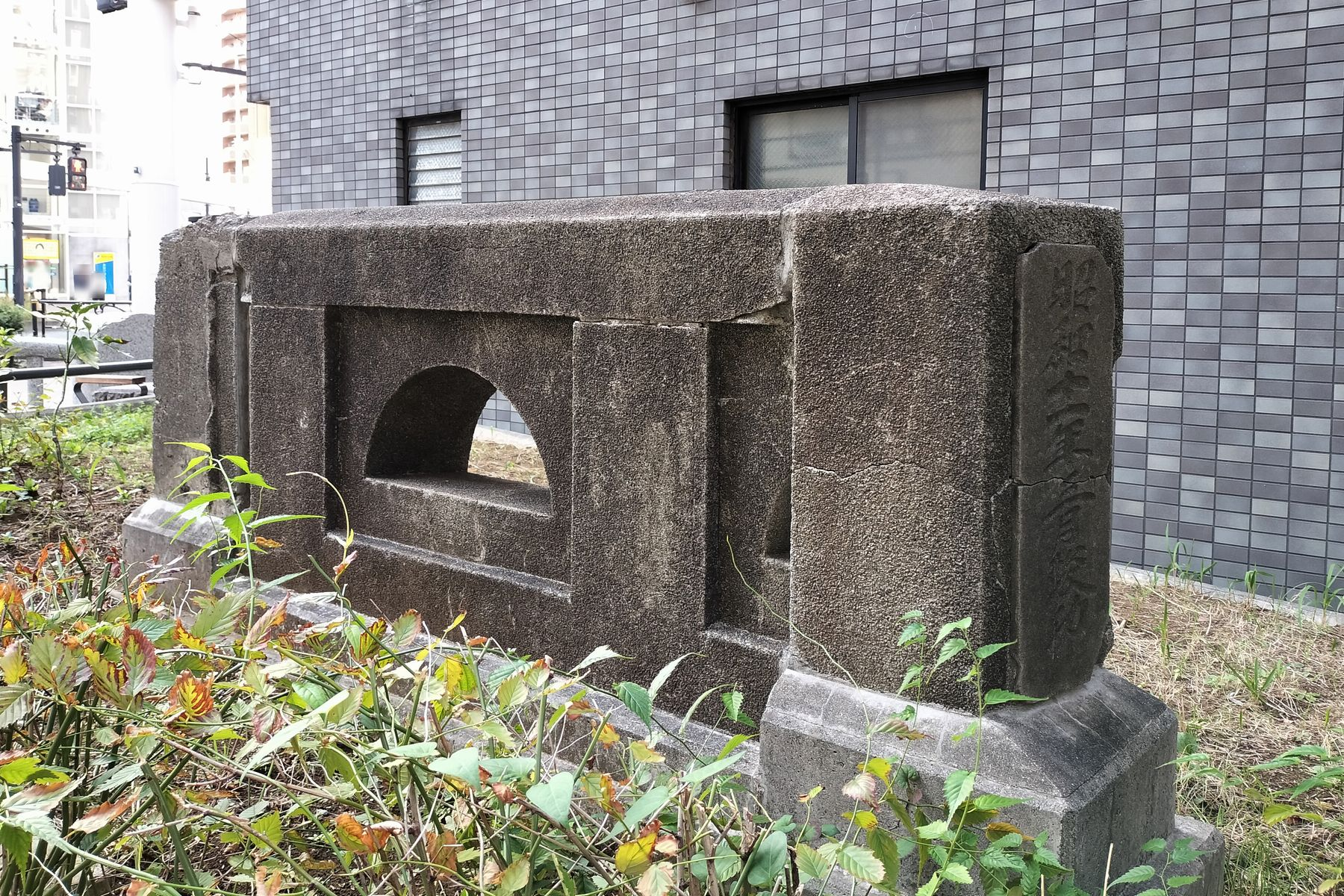
旧清水橋の欄干。「昭和十一年三月」と記されている。